# Loren E. Wheeler

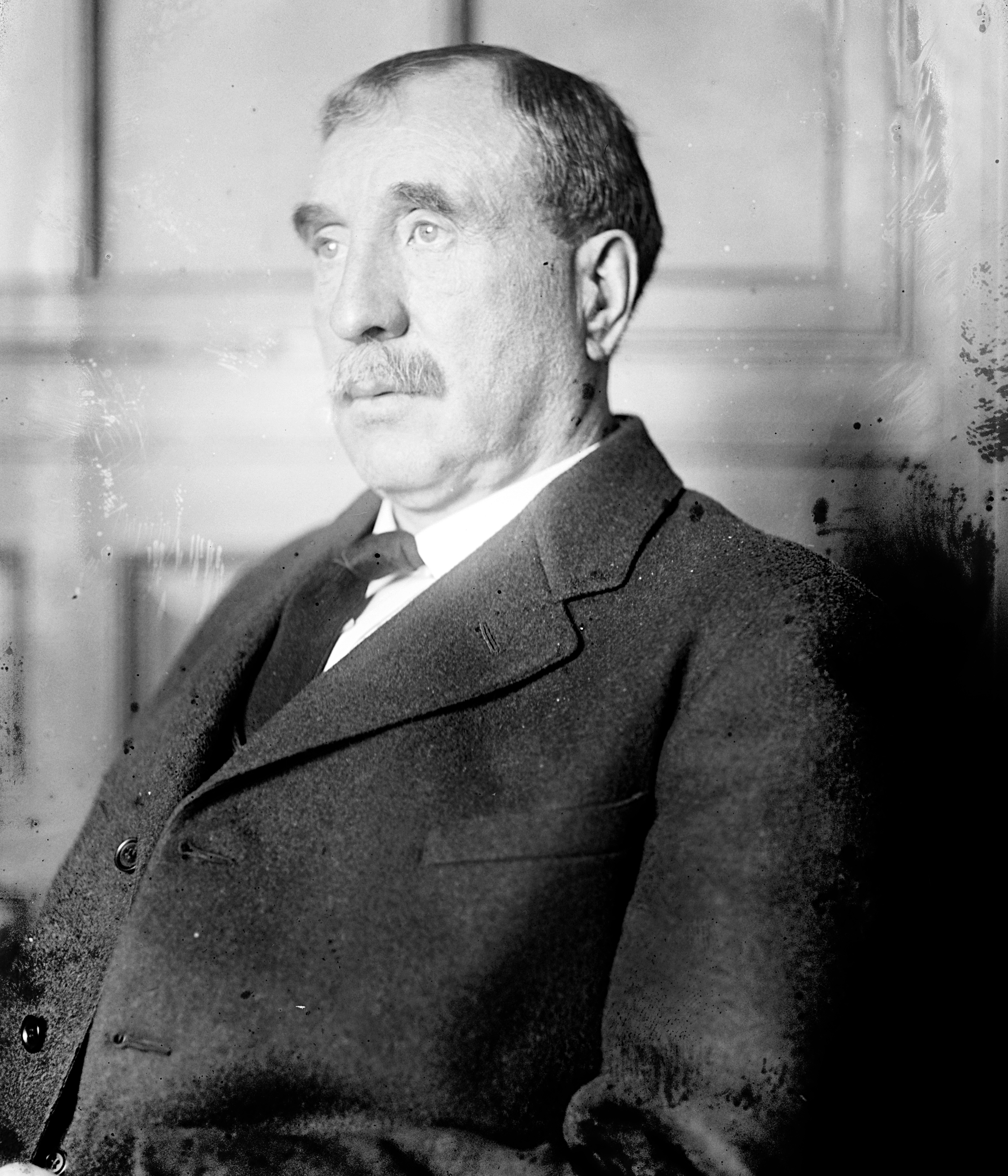
Loren E. Wheeler

Loren Edgar Wheeler (* 7. Oktober 1862 in Havana, Mason County, Illinois; † 8. Januar 1932 in Springfield, Illinois) war ein US-amerikanischer Politiker. Zwischen 1915 und 1927 vertrat er zweimal den Bundesstaat Illinois im US-Repräsentantenhaus.

## Werdegang
Loren Wheeler besuchte die öffentlichen Schulen seiner Heimat und dann das Graylock Institute in South Williamstown (Massachusetts). Im Jahr 1880 zog er nach Springfield in Illinois, wo er bis 1910 im Kohlegeschäft tätig war. Außerdem handelte er mit Kühleis. Seit 1910 arbeitete er in der Werbebranche. Gleichzeitig schlug er als Mitglied der Republikanischen Partei eine politische Laufbahn ein. In den Jahren 1895 bis 1897 saß er im Gemeinderat von Springfield; von 1897 bis 1901 war er Bürgermeister dieser Stadt. Im Juni 1900 nahm er als Delegierter an der Republican National Convention in Philadelphia teil, auf der Präsident William McKinley zur Wiederwahl nominiert wurde. Danach war er zwischen 1901 und 1913 Posthalter in Springfield.
Bei den Kongresswahlen des Jahres 1914 wurde Wheeler im 21. Wahlbezirk von Illinois in das US-Repräsentantenhaus in Washington, D.C. gewählt, wo er am 4. März 1915 die Nachfolge von James McMahon Graham antrat. Nach drei Wiederwahlen konnte er bis zum 3. März 1923 vier Legislaturperioden im Kongress absolvieren. In diese Zeit fiel der Erste Weltkrieg. Außerdem wurden in den Jahren 1919 und 1920 der 18. und der 19. Verfassungszusatz ratifiziert. Dabei ging es um das Verbot des Handels mit alkoholischen Getränken bzw. um die bundesweite Einführung des Frauenwahlrechts.
Von 1919 bis 1923 war Wheeler Vorsitzender des Eisenbahn- und Kanalausschusses. Im Jahr 1922 unterlag er dem Demokraten James Earl Major. Zwei Jahre später, 1924, wurde er aber erneut in den Kongress gewählt, wo er zwischen am 4. März 1925 Major wieder ablöste. Bis zum 3. März 1927 konnte er eine weitere Legislaturperiode im Repräsentantenhaus verbringen. Im Jahr 1926 verlor er erneut gegen Major.
Nach dem Ende seiner Zeit im US-Repräsentantenhaus nahm Loren Wheeler seine früheren Tätigkeiten in Springfield wieder auf. Dort ist er am 8. Januar 1932 auch verstorben.